# Kniha stínů

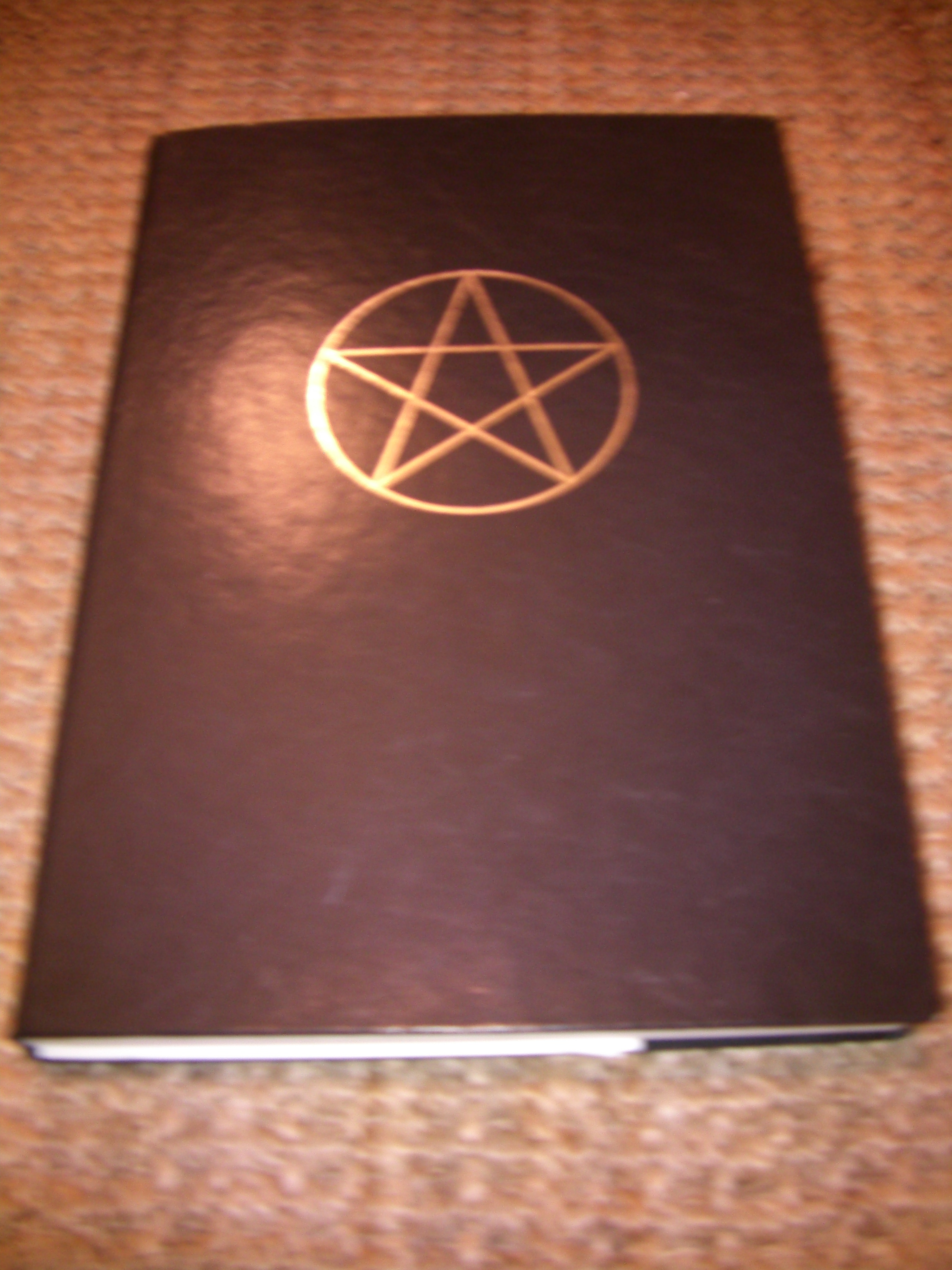
jedno z vydání Knihy Stínů

Kniha Stínů (anglicky „Book of Shadows“) slouží u vyznavačů wiccy k zapisování rituálů, zaříkání, fází měsíce, informací o sabatech, popisu oltáře, citátů, kouzel, i zážitků. První známou Knihu stínů napsal již zakladatel wiccy Gerald Gardner a její první verze nesla titul Ye Bok of ye Art Magikal. Později ji přejmenoval na Knihu stínů. Tento název je prý převzat ze stejnojmenného článku Mir Bashira, který pojednává o sanskrtském manuálu pro věštění ze stínů osob.
Na první stránce bývají informace o vlastníkovi a na druhé wiccanské rede nebo úvodní požehnání. Kniha stínů je považována za soukromou věc, i když není přísně vzato rituální pomůckou, málokdy se půjčuje nebo nechává opisovat.
Členové covenů si vedou Knihu stínů podle zvyklostí tradice a do ní opisovat určené texty (cvičení apod.), obsah se často vůbec nesmí sdílet s nečleny covenu. Také se lze setkat s covenovou Knihou stínů, která má zhruba funkci misálu v katolické církvi. Obsahuje všechny rituály a zápisy o členech (iniciace apod.). Každá tradice má svou mírně nebo zcela odlišnou. V tomto smyslu jde tedy o zapsanou praxi covenu.
V eklektickém proudu wiccy se Kniha stínů začíná vyskytovat i v elektronické podobě jako „Disk stínů“ nebo „Soubor stínů“ (Disk of Shadows).[zdroj?]
Pod názvem Kniha stínů vyšla také řada tištěných knih věnovaných čarodějnictví.
Kniha stínů je nejznámější ze seriálu Čarodějky, která byla největší dědictví sester Halliwellových. Jsou v ní zapsáni démoni, lektvary, magické bytosti, kouzla apod. Kniha stínů se umí chránit před zlem.